# Удалённые вычисления
Удалённые вычисления (англ. remote evaluation) — техника межкомпьютерной коммуникации, при которой один компьютер посылает другому запрос на выполнение некоторых действий в форме исполняемой программы с последующим запросом результата.
Данную парадигму впервые описал James W. Stamos в конце 1980 начале 90-х гг.. По сравнению с клиент-серверной архитектурой и RPC, она отличается простотой и требует минимальной поддержки со стороны операционной системы. С другой стороны, архитектура участвующих в таком взаимодействии машин (реальных или виртуальных) должна быть совместима между собой. Также следует позаботиться об обеспечении безопасности удалённых вычислений.
Удалённые вычисления (наряду с Code on demand и Mobile agent) — одна из парадигм, обеспечивающих удалённое выполнение программного кода: Code mobility.